# HD 45357
HD 45357，又名BD+00 1421，SAO 113896、HR 2327，是一颗恒星，视星等为6.71，位于銀經209.38，銀緯-5.05，其B1900.0坐标为赤經6h 21m 49.5s，赤緯+0° -5.05′ 1″。